# 约翰·埃克斯利
约翰·埃克斯利（英語：John Exley，1867年5月23日—1938年7月27日），美国男子赛艇运动员。他曾代表美国参加1900年和1904年夏季奥林匹克运动会赛艇比赛，获得两枚八人单桨有舵手金牌。